# Tutto iniziò da me
Tutto iniziò da me è l'undicesimo album in studio del cantautore italiano Alessio, pubblicato il 27 aprile 2018.

## Tracce
1. Barbara – 3:04
2. Nun è overo – 3:35
3. Parla dimme si (feat. Gué Pequeno) – 3:28
4. Maje – 3:49
5. T'amerò per sempre – 2:58
6. I' nun ce 'a faccio cchiù – 3:43
7. Quanno stive cu' mme – 3:21
8. Aggio fatto pace cu' muglierema – 3:57
9. Comme è bello a te vedé – 3:33
10. Chella assumiglia a mammà – 3:46
11. 'N'ata primma 'e te – 3:49